# Верб'є
Верб'є́ (фр. Verbier) — село та один із провідних гірськолижних курортів світу на південному заході Швейцарії в кантоні Вале, частина громади Валь-де-Бань у районі швейцарських Альп «Чотири долини». Курорт займає четверте місце за міжнародною класифікацією серед найбільших гірськолижних трас світу. Найвищою вершиною цього мальовничого регіону є льодовик Монфор (3330 м).

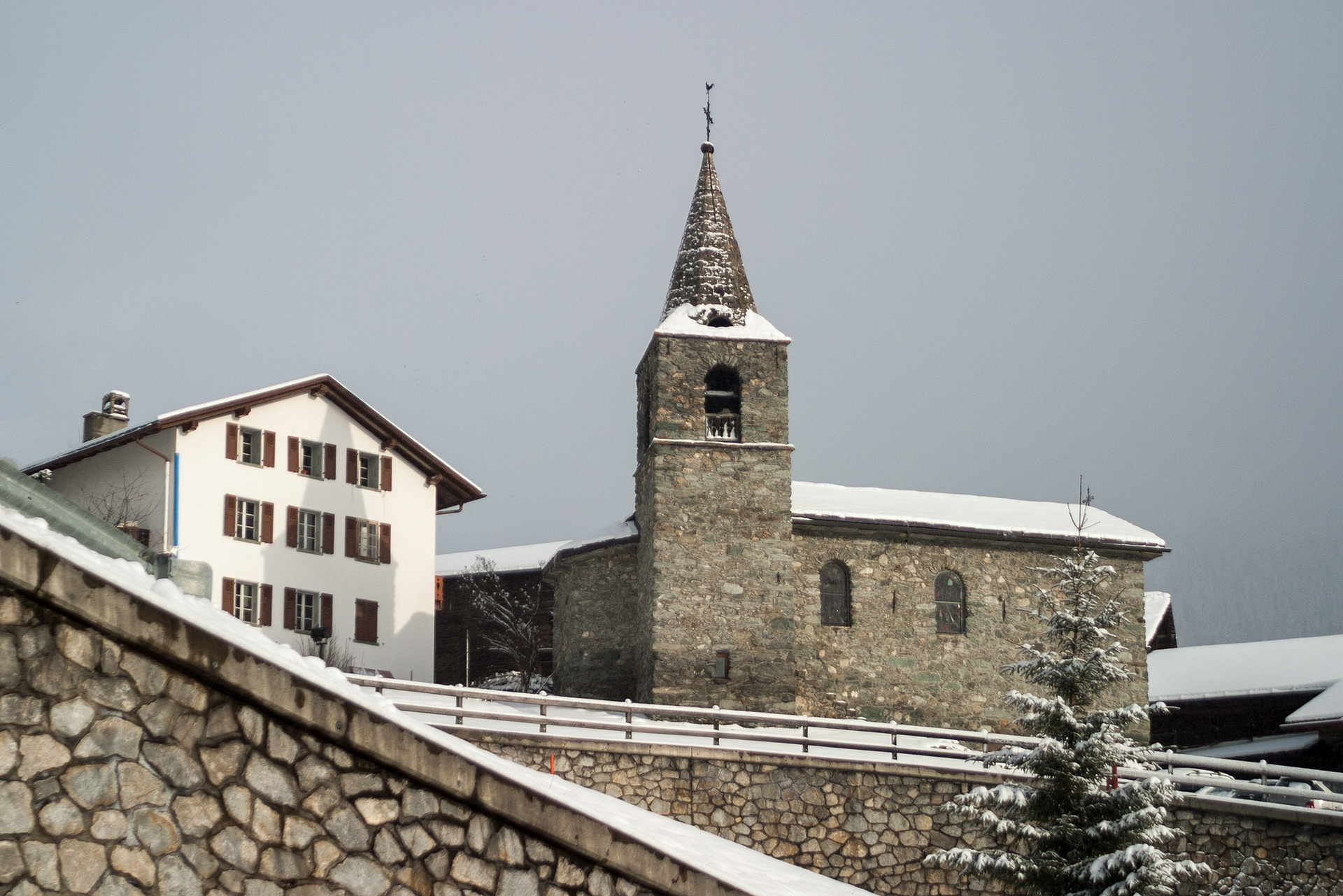
Церква

## Фестиваль
Від часу свого створення в 1994 році, влітку тут щорічно відбувається одне з найбільших свят класичної музики — Музичний фестиваль у Верб'є, що зарекомендував себе як одну з найпрестижніших музичних подій у світі завдяки своїй програмі та репутації організації.

## Спорт

### Гірськолижний спорт

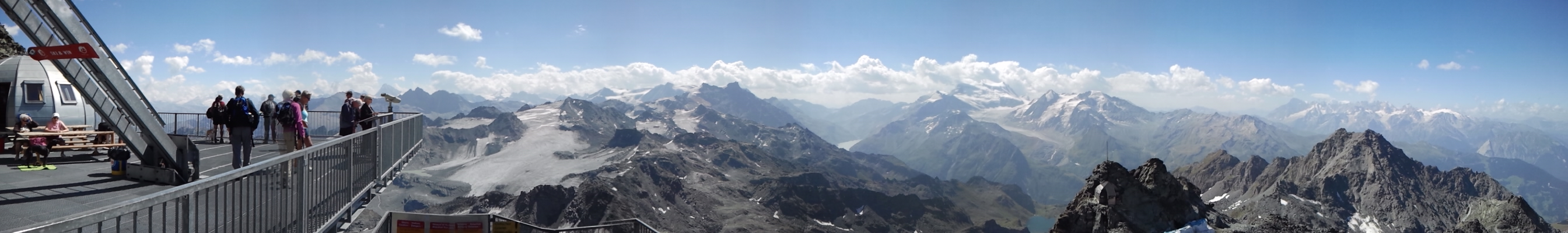
Панорама з вершини гори Монфор

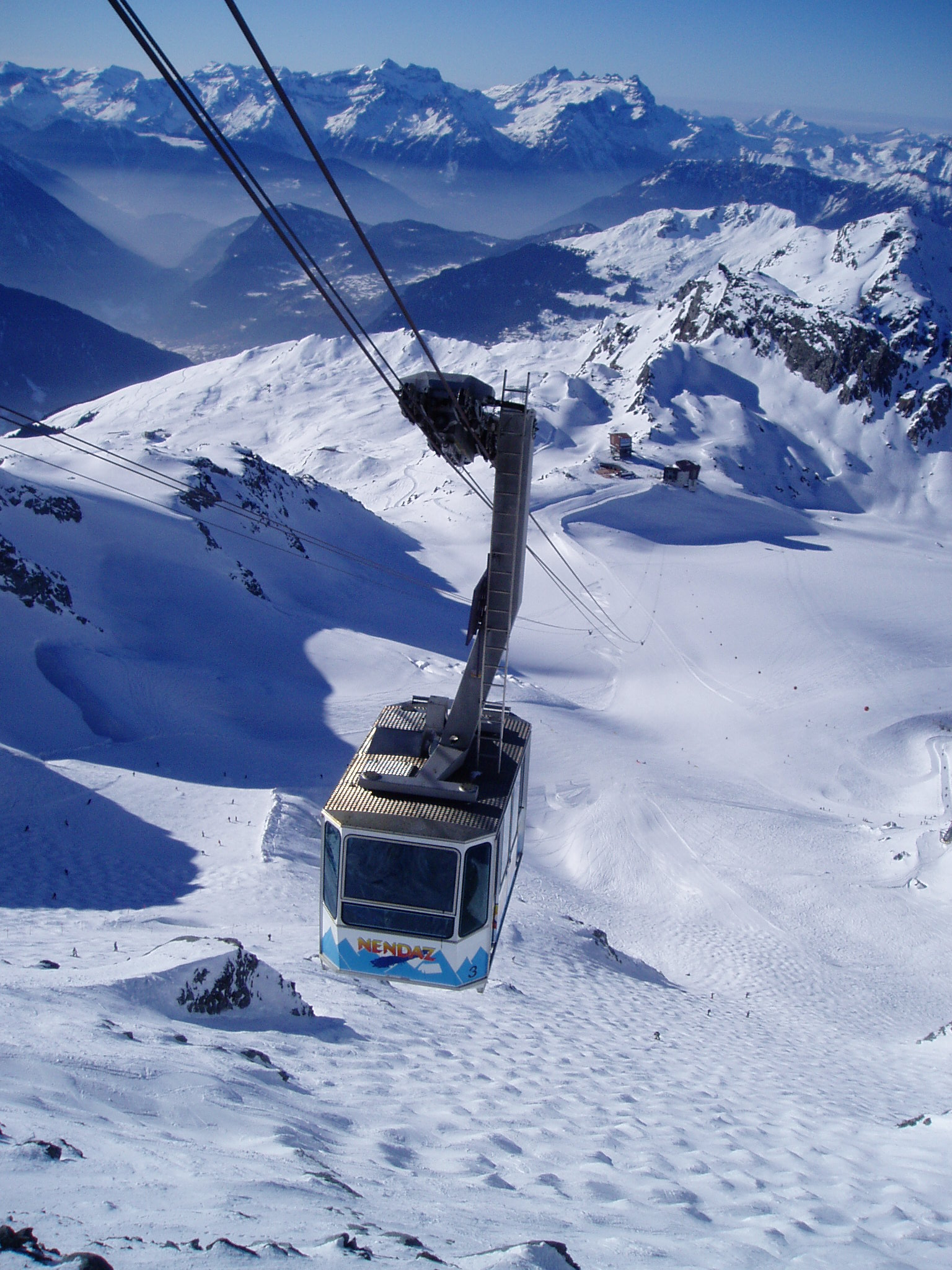
Канатна дорога у Верб'є

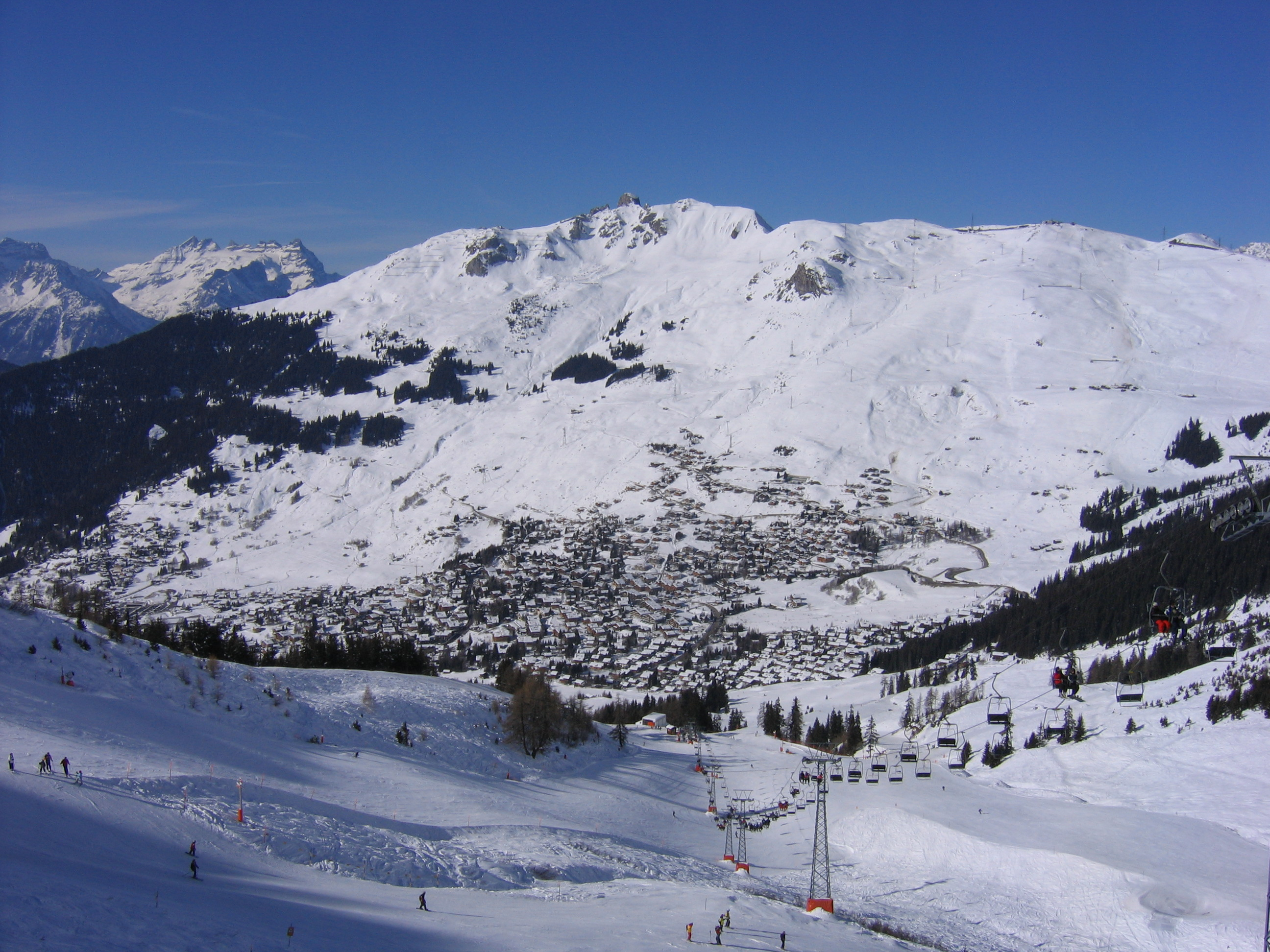
Верб'є. 2005

Верб'є — відомий осередок гірськолижного спорту. У 2001 році тут відбувалися змагання Кубка світу з гірських лиж і Чемпіонат світу з гірських лиж серед юніорів.

### Велоспорт
У 2005 році Верб'є був одним з етапів велогонки Tour de Suisse, а в 2009 році одним з етапів Тур де Франс.